# Lago Manzala
O lago Manzala (Árabe: بحيرة المنزلة baḥīrat manzala), também Manzaleh, é um lago salgado, às vezes chamado de lagoa, no nordeste do Egito, no delta do Nilo, perto de Porto Said e a poucos quilómetros das antigas ruínas de Tânis. É o maior dos lagos deltaicos do norte do Egito. Desde 2008, tem 47 km de comprimento e 30 km de largura.

## Geografia
O lago Manzala é longo, mas muito raso. Embora a profundidade inalterada do lago Manzala seja de apenas quatro a cinco pés, alterações na profundidade foram feitas durante a construção do canal de Suez para permitir que o canal se estendesse por 29 milhas ao longo do lago. A sua base é de argila macia. Antes da construção do canal de Suez, o lago Manzala foi separado do mar Mediterrâneo por uma faixa de areia com 200 a 300 metros de largura.
Porto Said foi estabelecido adjacente ao lago Manzala durante o século XIX para apoiar a construção de canais e viagens relacionadas. A localização do lago diretamente ao sul do Aeroporto Port Said restringe a capacidade de crescimento da cidade.

## Canal de Suez
O lago Manzala é o mais setentrional dos três lagos naturais atravessados pelo canal de Suez, sendo os outros dois o lago Timsah e o Grande Lago Amargo. A construção do canal seguiu de norte a sul, alcançando Manzala em primeiro lugar. Devido a ser um lago muito raso, foi necessário cavar um canal inclinado para os navios passarem.

## Ecologia

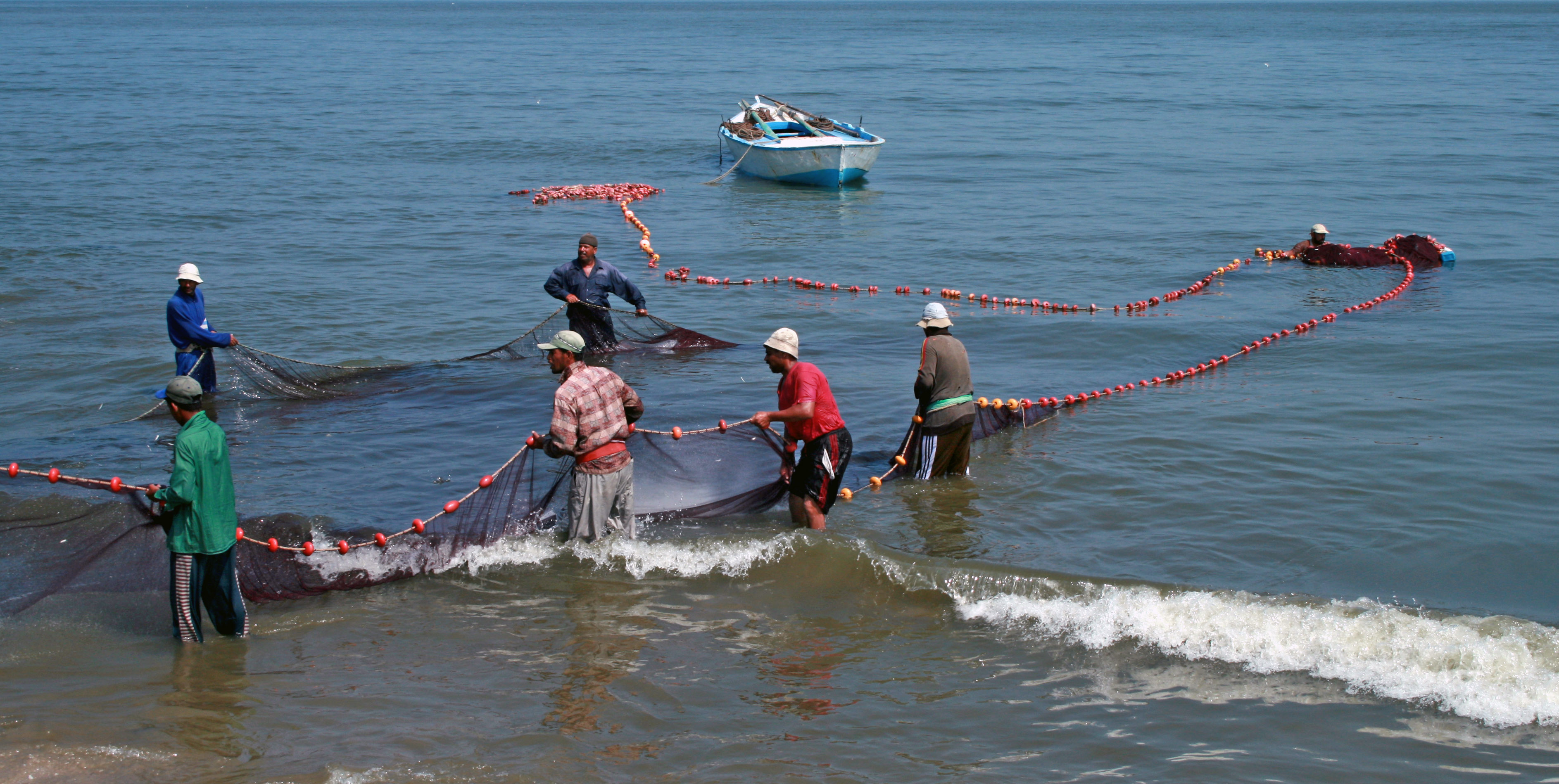
Pescadores no lago Manzala

O lago Manzala serviu como uma fonte significativa de peixe barato para consumo humano no Egito, mas a poluição e a drenagem dos lagos reduziram a produtividade do lago. Em 1985, a pesca em lagos era uma área aberta de 89 000 ha e empregava cerca de 17 000 trabalhadores. O governo do Egito drenou partes substanciais do lago em um esforço para converter seus ricos depósitos do Nilo em terras agrícolas. O projeto não era rentável: as colheitas não cresciam bem no solo salgado e o valor dos produtos resultantes era inferior ao valor de mercado dos peixes que a terra anteriormente produzia. Em 2001, o lago Manzala havia perdido cerca de 80% de sua antiga área através dos efeitos dos esforços de drenagem.